# Dover Hill
Dover Hill – jednostka osadnicza w Stanach Zjednoczonych, w stanie Indiana, w hrabstwie Martin.